# Самблесе
Самблесе́ (фр. Sembleçay) — коммуна во Франции, в регионе Центр, департамент Эндр, округ Исудён.
Коммуна расположена на расстоянии около 190 км на юг от Парижа, 80 км на юг от Орлеана, 50 км на север от Шатору.
В период с 1826 по 1932 год Самблесе был объединён с Дэн-ле-Пуалье.

## Население
Население — 116 человек (2007).
| 1793 | 1800 | 1806 | 1821 | 1936 | 1946 | 1954 | 1962 | 1968 | 1975 | 1982 | 1990 | 1999 | 2007 |
| ---- | ---- | ---- | ---- | ---- | ---- | ---- | ---- | ---- | ---- | ---- | ---- | ---- | ---- |
| 188  | 204  | 184  | 199  | 196  | 188  | 171  | 169  | 150  | 125  | 113  | 102  | 106  | 116  |